# Wir sind Helden/Diskografie
Diese Diskografie ist eine Übersicht über die musikalischen Werke der deutschen Pop-Rock-Band Wir sind Helden. Den Quellenangaben und Schallplattenauszeichnungen zufolge hat sie bisher mehr als 1,6 Millionen Tonträger verkauft, davon alleine in ihrer Heimat über 1,5 Millionen. Ihre erfolgreichste Veröffentlichung ist das Debütalbum Die Reklamation mit mehr als 530.000 verkauften Einheiten.

## Alben

### Studioalben
| Jahr | Titel Musiklabel                              | Höchstplatzierung, Gesamtwochen, AuszeichnungChartplatzierungen (Jahr, Titel, Musiklabel, Platzierungen, Wochen, Auszeichnungen, Anmerkungen) | Höchstplatzierung, Gesamtwochen, AuszeichnungChartplatzierungen (Jahr, Titel, Musiklabel, Platzierungen, Wochen, Auszeichnungen, Anmerkungen) | Höchstplatzierung, Gesamtwochen, AuszeichnungChartplatzierungen (Jahr, Titel, Musiklabel, Platzierungen, Wochen, Auszeichnungen, Anmerkungen) | Anmerkungen                                               |
| Jahr | Titel Musiklabel                              | DE | AT | CH | Anmerkungen                                               |
| ---- | --------------------------------------------- | --- | --- | --- | --------------------------------------------------------- |
| 2003 | Die Reklamation Reklamation Records (EMI)     | DE2 ×5Fünffachgold · (95 Wo.)DE | AT3 Platin · (91 Wo.)AT | CH38 (18 Wo.)CH | Erstveröffentlichung: 4. Juli 2003 Verkäufe: + 530.000    |
| 2005 | Von hier an blind Reklamation Records (EMI)   | DE1 ×2Doppelplatin · (60 Wo.)DE | AT1 ×2Doppelplatin · (43 Wo.)AT | CH5 (21 Wo.)CH | Erstveröffentlichung: 1. April 2005 Verkäufe: + 460.000   |
| 2007 | Soundso Reklamation Records (EMI)             | DE2 Gold · (26 Wo.)DE | AT2 Gold · (18 Wo.)AT | CH11 (9 Wo.)CH | Erstveröffentlichung: 25. Mai 2007 Verkäufe: + 110.000    |
| 2010 | Bring mich nach Hause Columbia Records (Sony) | DE1 Gold · (13 Wo.)DE | AT1 (8 Wo.)AT | CH13 (4 Wo.)CH | Erstveröffentlichung: 27. August 2010 Verkäufe: + 100.000 |

### Livealben
| Jahr | Titel Musiklabel                                        | Anmerkungen                                                                         |
| ---- | ------------------------------------------------------- | ----------------------------------------------------------------------------------- |
| 2010 | Bring mich nach Hause Unplugged Columbia Records (Sony) | Erstveröffentlichung: 5. November 2010 Verkäufe werden dem Studioalbum hinzuaddiert |

### Kompilationen
| Jahr | Titel Musiklabel                                                          | Höchstplatzierung, Gesamtwochen, AuszeichnungChartplatzierungen (Jahr, Titel, Musiklabel, Platzierungen, Wochen, Auszeichnungen, Anmerkungen) | Höchstplatzierung, Gesamtwochen, AuszeichnungChartplatzierungen (Jahr, Titel, Musiklabel, Platzierungen, Wochen, Auszeichnungen, Anmerkungen) | Höchstplatzierung, Gesamtwochen, AuszeichnungChartplatzierungen (Jahr, Titel, Musiklabel, Platzierungen, Wochen, Auszeichnungen, Anmerkungen) | Anmerkungen                           |
| Jahr | Titel Musiklabel                                                          | DE | AT | CH | Anmerkungen                           |
| ---- | ------------------------------------------------------------------------- | --- | --- | --- | ------------------------------------- |
| 2011 | Tausend wirre Worte – Lieblingslieder 2002–2010 Reklamation Records (EMI) | DE12 (8 Wo.)DE | AT50 (1 Wo.)AT | CH87 (1 Wo.)CH | Erstveröffentlichung: 21. Januar 2011 |

### EPs
| Jahr | Titel Musiklabel                                                      | Anmerkungen                                                         |
| ---- | --------------------------------------------------------------------- | ------------------------------------------------------------------- |
| 2002 | Guten Tag. Wir sind Helden Reklamation Records • Supermodern (Indigo) | Erstveröffentlichung: 18. November 2002 Verkäufe: 3.000 (limitiert) |

## Singles
| Jahr | Titel Album                                                             | Höchstplatzierung, Gesamtwochen, AuszeichnungChartplatzierungen (Jahr, Titel, Album, Platzierungen, Wochen, Auszeichnungen, Anmerkungen) | Höchstplatzierung, Gesamtwochen, AuszeichnungChartplatzierungen (Jahr, Titel, Album, Platzierungen, Wochen, Auszeichnungen, Anmerkungen) | Höchstplatzierung, Gesamtwochen, AuszeichnungChartplatzierungen (Jahr, Titel, Album, Platzierungen, Wochen, Auszeichnungen, Anmerkungen) | Anmerkungen                                               | [↑]: gemeinsam behandelt mit vorhergehendem Eintrag; [←]: in beiden Charts platziert |
| Jahr | Titel Album                                                             | DE | AT | CH | Anmerkungen                                               |                                                                                      |
| ---- | ----------------------------------------------------------------------- | --- | --- | --- | --------------------------------------------------------- | ------------------------------------------------------------------------------------ |
| 2003 | Guten Tag / La Réclamation (französische Version) Die Reklamation       | DE53 (9 Wo.)DE | — | — | Erstveröffentlichung: 3. Februar 2003                     |                                                                                      |
| 2003 | Müssen nur wollen Die Reklamation                                       | DE57 (7 Wo.)DE | — | — | Erstveröffentlichung: 12. Mai 2003                        |                                                                                      |
| 2003 | Aurélie Die Reklamation                                                 | DE47 (9 Wo.)DE | — | — | Erstveröffentlichung: 15. September 2003                  |                                                                                      |
| 2004 | Denkmal Die Reklamation                                                 | DE26 Gold · (20 Wo.)DE | AT41 (15 Wo.)AT | — | Erstveröffentlichung: 19. Januar 2004 Verkäufe: + 150.000 |                                                                                      |
| 2005 | Gekommen um zu bleiben Von hier an blind                                | DE24 (11 Wo.)DE | AT4 (21 Wo.)AT | CH39 (12 Wo.)CH | Erstveröffentlichung: 27. Februar 2005                    |                                                                                      |
| 2005 | Nur ein Wort Von hier an blind                                          | DE28 Platin · (36 Wo.)DE | AT13 (33 Wo.)AT | — | Erstveröffentlichung: 17. Mai 2005 Verkäufe: + 300.000    |                                                                                      |
| 2005 | Nur ein Wort –                                                          | DE20 (14 Wo.)DE | AT22 (8 Wo.)AT[CH: ↑] | — | Neuauflage: 21. März 2025 mit Noah Kraus                  |                                                                                      |
| 2005 | Von hier an blind / Sâ itte miyô (japanische Version) Von hier an blind | DE42 (9 Wo.)DE | AT53 (15 Wo.)AT | — | Erstveröffentlichung: 30. September 2005                  |                                                                                      |
| 2006 | Wenn es passiert Von hier an blind                                      | DE41 (9 Wo.)DE | AT34 (6 Wo.)AT | — | Erstveröffentlichung: 13. Januar 2006                     |                                                                                      |
| 2007 | Endlich ein Grund zur Panik / Panique (französische Version) Soundso    | DE34 (5 Wo.)DE | AT32 (6 Wo.)AT | — | Erstveröffentlichung: 27. April 2007                      |                                                                                      |
| 2007 | Soundso / T’es comme ça (französische Version) Soundso                  | DE62 (9 Wo.)DE | — | — | Erstveröffentlichung: 6. Juli 2007                        |                                                                                      |
| 2007 | Kaputt / 我们是英雄 (chinesische Version) Soundso                       | DE69 (6 Wo.)DE | — | — | Erstveröffentlichung: 9. November 2007                    |                                                                                      |
| 2008 | Die Konkurrenz Soundso                                                  | — | — | — | Erstveröffentlichung: 28. März 2008                       |                                                                                      |
| 2010 | Alles Bring mich nach Hause                                             | DE36 (4 Wo.)DE | — | — | Erstveröffentlichung: 20. August 2010                     |                                                                                      |
| 2010 | Bring mich nach Hause                                                   | DE90 (1 Wo.)DE | — | — | Erstveröffentlichung: 5. November 2010                    |                                                                                      |
| 2011 | 23:55: Alles auf Anfang Bring mich nach Hause                           | DE63 (1 Wo.)DE | — | — | Erstveröffentlichung: 25. Februar 2011                    |                                                                                      |
| 2011 | Die Ballade von Wolfgang und Brigitte Bring mich nach Hause             | DE99 (1 Wo.)DE | — | — | Erstveröffentlichung: 12. August 2011                     |                                                                                      |

## Musikvideos
| Jahr | Titel                                                       | Regie                                                                           |
| ---- | ----------------------------------------------------------- | ------------------------------------------------------------------------------- |
| 2003 | Guten Tag                                                   | Peter Göltenboth, Florian Giefer                                                |
| 2003 | Müssen nur wollen                                           | Peter Göltenboth, Florian Giefer                                                |
| 2003 | Aurélie                                                     |                                                                                 |
| 2004 | Denkmal                                                     | Peter Göltenboth, Florian Giefer                                                |
| 2005 | Gekommen um zu bleiben                                      | Peter Göltenboth, Florian Giefer                                                |
| 2005 | Nur ein Wort                                                | Peter Göltenboth, Florian Giefer (Original, 2005) Noah Kraus (Neuauflage, 2025) |
| 2005 | Von hier an blind                                           | Kathi Käppel                                                                    |
| 2006 | Wenn es passiert                                            | Peter Göltenboth, Florian Giefer                                                |
| 2007 | Endlich ein Grund zur Panik                                 | Peter Göltenboth, Florian Giefer                                                |
| 2007 | Soundso                                                     | Peter Göltenboth, Florian Giefer                                                |
| 2007 | Kaputt                                                      | Peter Göltenboth, Florian Giefer                                                |
| 2008 | Die Konkurrenz                                              |                                                                                 |
| 2010 | Alles                                                       | Micky Suelzer                                                                   |
| 2010 | Bring mich nach Hause                                       | Micky Suelzer                                                                   |
| 2011 | 23:55: Alles auf Anfang                                     | Micky Suelzer                                                                   |
| 2011 | Die Ballade von Wolfgang und Brigitte                       | Micky Suelzer                                                                   |
| 2011 | Lonely Planet Germany (B-Seite von 23:55: Alles auf Anfang) | Maria Friedemann                                                                |

## Hörbücher
| Jahr | Titel Musiklabel                                                                    | Anmerkungen                         |
| ---- | ----------------------------------------------------------------------------------- | ----------------------------------- |
| 2008 | Wir sind Helden lesen Informationen zu Touren und anderen Einzelteilen Argon Verlag | Erstveröffentlichung: 14. März 2008 |

## Promoveröffentlichungen
| Jahr | Titel Album                                                        | Anmerkungen                                                                                 |
| ---- | ------------------------------------------------------------------ | ------------------------------------------------------------------------------------------- |
| 2007 | iTunes Foreign Exchange #1 –                                       | Erstveröffentlichung: 22. Mai 2007 Inhalt: Wenn dein Herz zu schlagen aufhört und Guten Tag |
| 2011 | Meine beste Freundin & Wolfgang und Brigitte Bring mich nach Hause | Erstveröffentlichung: 2011                                                                  |

## Sonderveröffentlichungen

### Alben
| Jahr | Titel Musiklabel                                                                           | Anmerkungen |
| ---- | ------------------------------------------------------------------------------------------ | --- |
| 2011 | Tausend wirre Worte – Lieblingslieder 2002–2010 (Deluxe Edition) Reklamation Records (EMI) | Erstveröffentlichung: 21. Januar 2011 Inhalt: 2 CDs + 1 DVD; erweiterte Fassung, Verkäufe werden der Kompilation hinzuaddiert |

| Jahr | Titel Musiklabel                          | Anmerkungen                                                           |
| ---- | ----------------------------------------- | --------------------------------------------------------------------- |
| 2006 | Wir sind Helden Reklamation Records (EMI) | Erstveröffentlichung: 24. Mai 2006 Veröffentlichung nur in Frankreich |
| 2008 | Sâ itte miyô Indie’s House (SCT)          | Erstveröffentlichung: 14. Mai 2008 Veröffentlichung nur in Japan      |

| Jahr | Titel Musiklabel                                         | Anmerkungen                                                    |
| ---- | -------------------------------------------------------- | -------------------------------------------------------------- |
| 2007 | iTunes Festival: London 2007 Reklamation Records (EMI)   | Erstveröffentlichung: 17. August 2007 Vertrieb nur über iTunes |
| 2024 | Gut fürs Herz – Songs, die trösten Universal Music (UMG) | Erstveröffentlichung: 30. Januar 2024 Mini-Label-Kompilation   |
| 2024 | Muss das so? Unsere Punk-Pop Songs Universal Music (UMG) | Erstveröffentlichung: 27. Februar 2024 Mini-Label-Kompilation  |

### Lieder
| Jahr | Titel Album                                                             | Anmerkungen                                                             |
| ---- | ----------------------------------------------------------------------- | ----------------------------------------------------------------------- |
| 2003 | Halt dich an deiner Liebe fest Rio Reiser – Familienalbum: Eine Hommage | Erstveröffentlichung: 27. Oktober 2003 Original: Ton Steine Scherben    |
| 2008 | 我们是英雄 Poptastic Conversations China                                | Erstveröffentlichung: 6. August 2008 Original: Wir sind Helden – Kaputt |

| Jahr | Titel Soundtrack zu                      | Anmerkungen                                                                      |
| ---- | ---------------------------------------- | -------------------------------------------------------------------------------- |
| 2003 | Denkmal liegen lernen                    | Erstveröffentlichung: 8. September 2003                                          |
| 2003 | Guten Tag FIFA 04                        | Erstveröffentlichung: 24. Oktober 2003                                           |
| 2006 | Le vide Französisch für Anfänger         | Erstveröffentlichung: 9. Juni 2006 Original: Wir sind Helden – Von hier an blind |
| 2006 | Nur ein Wort Französisch für Anfänger    | Erstveröffentlichung: 9. Juni 2006                                               |
| 2010 | Bring mich nach Hause Die kommenden Tage | Erstveröffentlichung: 29. Oktober 2010                                           |

### Videoalben
| Jahr | Titel Musiklabel                                                                           | Anmerkungen                                                                                             |
| ---- | ------------------------------------------------------------------------------------------ | --- |
| 2004 | Die rote Reklamation Reklamation Records (EMI)                                             | Erstveröffentlichung: 8. März 2004 erweiterte Fassung, Verkäufe werden Die Reklamation hinzuaddiert     |
| 2005 | Von hier an blind (Limited Edition) Reklamation Records (EMI)                              | Erstveröffentlichung: 1. April 2005 erweiterte Fassung, Verkäufe werden dem Studioalbum hinzuaddiert    |
| 2007 | Soundso (Limited Edition) Reklamation Records (EMI)                                        | Erstveröffentlichung: 7. Dezember 2007 erweiterte Fassung, Verkäufe werden dem Studioalbum hinzuaddiert |
| 2011 | Tausend wirre Worte – Lieblingslieder 2002–2010 (Deluxe Edition) Reklamation Records (EMI) | Erstveröffentlichung: 21. Januar 2011 erweiterte Fassung, Verkäufe werden der Kompilation hinzuaddiert  |
| 2012 | Live @ Rockpalast Sony Music (Sony)                                                        | Erstveröffentlichung: 9. November 2012 Teil der „Rockpalast“-Reihe                                      |

## Statistik

### Chartauswertung
|                     | DE    | AT    | CH    |
| ------------------- | ----- | ----- | ----- |
| Nummer-eins-Alben   | DE2DE | AT2AT | CH—CH |
| Top-10-Alben        | DE4DE | AT4AT | CH1CH |
| Alben in den Charts | DE5DE | AT5AT | CH5CH |

|                       | DE     | AT    | CH    |
| --------------------- | ------ | ----- | ----- |
| Nummer-eins-Singles   | DE—DE  | AT—AT | CH—CH |
| Top-10-Singles        | DE—DE  | AT1AT | CH—CH |
| Singles in den Charts | DE16DE | AT7AT | CH1CH |

### Auszeichnungen für Musikverkäufe
Anmerkung: Auszeichnungen in Ländern aus den Charttabellen bzw. Chartboxen sind in ebendiesen zu finden.
| Land/RegionAuszeichnungen für Musikverkäufe (Land/Region, Auszeichnungen, Verkäufe, Quellen) | Gold     | Platin     | Verkäufe  | Quellen           |
| -------------------------------------------------------------------------------------------- | -------- | ---------- | --------- | ----------------- |
| Deutschland (BVMI)                                                                           | 4× Gold4 | 5× Platin5 | 1.550.000 | musikindustrie.de |
| Österreich (IFPI)                                                                            | Gold1    | 3× Platin3 | 100.000   | ifpi.at           |
| Insgesamt                                                                                    | 5× Gold5 | 8× Platin8 |           |                   |